# Vé (god)

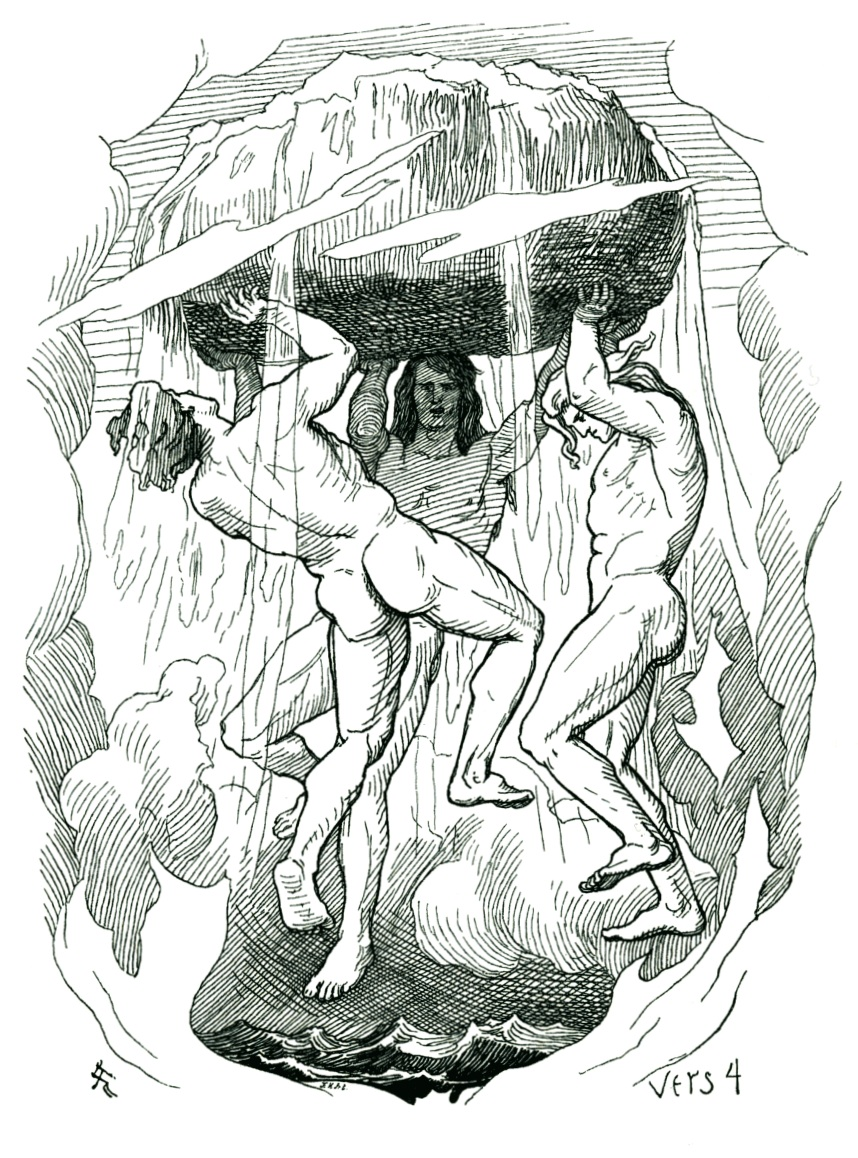
Odin, Vili en Vé scheppen de wereld

Vé was in de Noordse mythologie een vorstreus, zoon van Borr en van Bestla en de jongste broer van Odin en Vili.
Volgens sommige verhalen zouden zij uit de oksel van Ymir geboren zijn, volgens de Proza-Edda zijn zij de zonen van Borr en Bestla, wat meer algemeen aanvaard is.
Hij doodde samen met zijn broers de ijsreus Ymir en ze schiepen bij Ginungagap de wereld uit zijn lichaamsdelen. De mensen Ask en Embla werden gemaakt uit houtstukken die de drie goden op het strand vonden. Volgens de Proza-Edda gaf Odin adem, ziel en leven aan de mens, Vili (in de Völuspá Hœnir genaamd) verstand en beweging, en Ve (Lóðurr in de Völuspá) gaf hen gelaatsuitdrukking, spraak, gehoor en gezichtsvermogen. Op een gegeven moment vinden Vé en Vili dat de wereld af is, maar Odin wil nog verdergaan. Hier scheuren zich de twee families af: de Asen, de volgelingen van Odin, en de Wanen, de volgelingen van Vé en Vili. De Asen waren van oorsprong Indo-Europese goden, de Wanen zijn vruchtbaarheidsgoden die hun wortels lijken te hebben in de voor-Indo-Europese landbouwculturen. De Germanen zelf maakten weinig onderscheid tussen de twee families, hoewel de oorlog tussen beide families, het sluiten van de vrede en de uitwisseling van goden die daaruit voortkwam, duidelijk een rol speelt in de mythologie.

## De naam Ve
Vé (or Véi) komt overeen met het Gothische weiha ('priester'), beiden herleidbaar uit het Proto-Germaanse *wīhōn, van het adjectief *wīhaz, wat 'heilig' betekent. (vergelijkbaar met het Goth. weihs of het Oud Hoogduitse wīh). Een verwant woord, *wīhan ('heiligdom'), kan ook gereconstrueerd worden op basis van het Oud Noorse vé ('heiligdom'), het Oud Engelse wēoh ('idool'), en het Oud Saxische wīh ('tempel').